# Силвије Страхимир Крањчевић
Силвије Страхимир Крањчевић (Сењ, 17. фебруар 1865 — Сарајево, 29. октобар 1908) био је хрватски књижевник.

## Биографија
Крањчевић се родио у Сењу, од оца Спиридиона (1814—1885) и мајке Марије (1832—1880). Његовом оцу то је био трећи брак, а мајци други, па је Силвије имао полубрата Филипа и полусестру Отилију. Након њега Спиридион и Марија добили су још једног сина, Спиридиона, и ћерку Ернестину.
Основну школу (1871—1875) и гимназију (1875—1883) зваршио је у Сењу, али је одбио да полаже испит зрелости због сукоба са школским властима. Заслугом сењског бискупа Јурја Посиловића одлази у Рим, у Collegium Germanico-Hungaricum, на теолошке студије. Већ 1884. напушта Рим и враћа се у Хрватску, у Загреб. Моли власти да му допусте полагање испита зрелости у сењској гимназији, али је одбијен. Увелико објављује песме и приче по часописима, а прву збирку песама Бугаркиње објављује 1885. Захваљујући Штросмајеровим препорукама уписује и завршава учитељски течај у Загребу. Ради као учитељ у Мостару, Ливну, Бијељини и Сарајеву. Године 1894. јављају се први симптоми обољења бубрега. Објављује своје стихове у многим хрватским и босанским часописима, као што су Нада, Вијенац, Побратим, Просвијета, Ловор и други, а често анонимно објављује и критичке радове. Моли власти да му одобре службовање у Хрватској, али га одбијају због политичке неподобности.
Осам година (1895 – 1903) је уређивао књижевни часопис Нада који је издавала Земаљска влада Босне и Херцеговине.
Своја дела је објављивао и у другим хрватским и босанским часописима: Вијенац, Побратим, Просвијета, Ловор и други.
Оженио се 1898. године Грабријелом Аном Кашај (1876—1911) и са њом отпутовао у Загреб и Беч, на Светску изложбу, а исте године упознаје и чешког научника и песника Адолфа Чернија. Матица хрватска објављује његове Изабране пјесме (1899), а један прашки часопис објављује две његове песме следеће године. Са супругом обилази италијанске градове Венецију, Падову и Верону током 1901, а 1902. излази из штампе и трећа његова збирка Трзаји. Током 1904. унапређен је у звање професора и постављен за управитеља трговачке школе у Сарајеву. У Лајпцигу су преведене и објављене три његове песме у оквиру збирке хрватске лирике. Године 1907. је у Хрватском народном казалишту изведена опера у три чина Први гријех за коју је текст написао Крањчевић. Следеће године је часопис Бехар посветио цео један број двадесетпетогодишњици његовог књижевног рада, а пољски професор славистике Тадеус Грабовски објавио је опсежну монографију о Крањчевићу.
Његово здравствено стање је све лошије и поред више операција. Умире 1908. године у Сарајеву, а сахрањен је на сарајевском гробљу Кошево. Сахрани су, поред родбине, присуствовали и представници градских и школских власти, цркве, књижевници, између осталих и Антун Густав Матош, и велики број Сарајлија. Са супругом Аном Крањчевић је имао само једну ћерку, Ивану Вишњу, која је тада имала четири године.

## Поезија

### Бугаркиње
Прва Крањчевићева песничка збирка Бугаркиње објављена је 1885. године у Сењу, с посветом Аугусту Шенои, једном од најзначајнијих хрватских писаца. Збирка је испуњена родољубивом тематиком. У њој Крањчевић пева о свом народу, о његовој горкој и тешкој судбини коју ниједан други народ не познаје. Хрватски народ као да је проклет да се мучи и да никад не пронађе своју срећу и свој мир. Ако је и било слободе она је остварена само у славној прошлости и песнику служи да још јаче истакне своју огорченост због губитка слободе. Певајући о свом родном граду песник га назива „леглом буне“ и изражава веру у срећнију и слободнију будућност за коју ће се изборити управо потомци славних сењских ускока.
И мотив жене обрађен је у Бугаркињама са становиштва родољубља. Жена је предмет песниковог дивљења зато што је управо она та која ће „дати племенити пород“, децу која ће израсти у ослободиоце Хрватске од туђинске власти. Љубав жене није за песника само љубав према мушкарцу него и љубав за све оне који трпе и сносе тешку судбину, за браћу по патњи. Изражава се и сажаљење према жени чији је муж у рату и према мајци која је у рату изгубила три сина, али и одлучан став да је боља и часна смрт од кукавичког бежања и ропског живота. Поред родољубивих присутни су и социјални мотиви, али су и они подређени песниковом патриотском осећању. Он верује у рад и радника који једини може да створи бољи свет, али за такав подухват мора да има изграђену самосвест. Врхунац Крањчевићевих родољубивих тежњи изражен је кроз веру у снагу поезије и стваралаштва да мења свет и ослобађа потлачене. Поезија, песма, изједначена је са појмом слободе, јер песма наставља да живи и након смрти појединца. И сам назив збирке је поетског порекла, јер глагол „бугарити“ значи нарицати, тужно певати. У Бугаркињама Крањчевић, претежно сентиментално-патетичним тоном, бугари над тужном судбином свог народа, али изражава и стоички оптимизам у погледу његове будућности.

## Дeла

### Песништво
Крањчевићев песнички опус састоји се од 421 објављене песме. Главнина је објављена у четири збирке песама, док су неке објављене посмртно у изборима песама.

#### Збирке пјесама
- Бугаркиње, Трошком и тиском Маријана Жупана, Сењ, 1885.
- Изабране пјесме, Наклада Матице хрватске, Загреб, 1898.
- Трзаји, Тисак и наклада Н. Писсенбергера и Ј. Сцхнüрмацхера командитног друштва, Доња Тузла, 1902.
- Пјесме, Друштво хрватских књижевника, Загреб, 1908.

### Проза
Прозни радови штампани су му посмртно у збирци Пјесничка проза (1912.). Крањчевићева проза није толико значајна као пјесништво, а у опусу се истичу кратке приче Први хонорар, Жена, Тко ће ослободити народ...?, Прича из прадавних дана, те посебно Први гријех из 1893. године.

### Драма
Иза Крањчевића у рукопису остао је нацрт и први призори актуалне друштвене драме За другога, а по томе нацрту је, по жељи његове супруге Габријеле, Милан Огризовић написао драму коју је 1910. године понудио загребачкоме театру, но цензура није дозволила извођење.

### Изабрана и сабрана дела
- Дјела, приредио Бранимир Ливадић, Минерва, Накладна књижара д. д., Загреб, 1933. – 1934.
  - Свезак I: За народ, 1933.
  - Свезак II: За човјека, 1934.
  - Свезак III: Пред визијама, 1934.
  - Свезак IV: Кроз живот и дјело, 1934.
- Сабрана дјела, ЈАЗУ, Загреб, 1958–1967, критичко издање Крањчевићева опуса
  - Свезак I: Пјесме I, уредио Драгутин Тадијановић, 1958.
  - Свезак II: Пјесме II, уредио Драгутин Тадијановић, 1958.
  - Свезак III: Проза, уредио Иво Франгеш, 1967.[4]